# Список соборов Финляндии

## Евангелическо-лютеранская церковь Финляндии
| Собор                        | Изображение | Диоцез           | Локализация | Дата    | Стиль        |
| ---------------------------- | ----------- | ---------------- | ----------- | ------- | ------------ |
| Кафедральный собор Куопио    |             | Диоцез Куопио    | Куопио      | 1816    |              |
| Кафедральный собор Лапуа     |             | Диоцез Лапуа     | Лапуа       | 1827    |              |
| Кафедральный собор Миккели   |             | Диоцез Миккели   | Миккели     | 1897    | псевдоготика |
| Кафедральный собор Оулу      |             | Диоцез Оулу      | Оулу        | 1777    | классицизм   |
| Кафедральный собор Порвоо    |             | Диоцез Порво     | Порво       | XV век  | готика       |
| Кафедральный собор Тампере   |             | Диоцез Тампере   | Тампере     | 1907    |              |
| Кафедральный собор Турку     |             | Диоцез Турку     | Турку       | XIV век | готика       |
| Кафедральный собор Хельсинки |             | Диоцез Хельсинки | Хельсинки   | 1852    | классицизм   |
| Кафедральный собор Эспоо     |             | Диоцез Эспоо     | Эспоо       | 1480    | готика       |

## Православная церковь Финляндии[1]
| Собор            | Изображение | Диоцез                      | Локализация | Дата | Стиль                           |
| ---------------- | ----------- | --------------------------- | ----------- | ---- | ------------------------------- |
| Успенский собор  |             | Гельсингфорсская митрополия | Хельсинки   | 1868 | Русский с элементами романского |
| Троицкий собор   |             | Оулуская митрополия         | Оулу        | 1957 |                                 |
| Никольский собор |             | Карельская архиепископия    | Куопио      | 1903 |                                 |

## Римско-Католическая Церковь
| Собор                             | Изображение | Диоцез            | Локализация | Дата | Стиль        |
| --------------------------------- | ----------- | ----------------- | ----------- | ---- | ------------ |
| Собор Святого Генрика Упсальского |             | Епархия Хельсинки | Хельсинки   | 1860 | псевдоготика |